# Перло, Виктор
Виктор Перло (англ. Victor Perlo, 15 мая 1912 года, Куинс, Нью-Йорк — 1 декабря 1999 года, Кротон-он-Хадсон, Нью-Йорк) — известный американский экономист и публицист марксистского толка.
Член Компартии США с первой половины 1930-х годов (указывался в числе видных деятелей партии).

## Биография
Родился в семье еврейских эмигрантов Самуила Перло и Рахиль Штейнман (юриста и учительницы) в США из Омска.
Выпускник Колумбийского университета: бакалавр (1931), магистр математики и статистики (1933).
После окончания вуза до июня 1935 года работал в Национальном управлении экономического восстановления (National Recovery Administration). Затем до октября 1937 года работал в Федеральном совете банков жилищного кредита (FHLBB). В 1937—1939 годах работал исследователем в Брукингском институте. С ноября 1939 года работал в министерстве торговли США. С ноября 1940 года работал в Управлении по регулированию цен (Office of Price Administration). С сентября 1944 года работал в комиссии по военному производству (WPB). С декабря 1945 года по 1947 год работал в министерстве финансов США, в отделе валютных исследований.
Обвинялся в шпионаже в пользу СССР, но обвинения отрицал. В годы маккартизма повторно вызывался для дачи показаний.
С 1947 года экономический консультант. Участвовал в президентской избирательной кампании 1948 года кандидата от Прогрессивной партии Генри Уоллеса.
С 1960 года председатель экономической комиссии Национального комитета Коммунистической партии США. В течение многих лет автор еженедельной колонки в газете «People’s Weekly World».
Преподавал в Нью-Йоркской Новой школе и в колледже Нью-Рошель (англ. College of New Rochelle), читал лекции в Гарварде и других университетах.
Увлекался шахматами, альпинизмом, теннисом и игрой на фортепиано.
В 1943 году развёлся с первой женой Кэтрин, с которой прожил 10 лет. Затем женился на второй жене Эллен, с которой оставался до конца жизни. Имел дочь Кэти и двух сыновей Стэнли и Артура.

## Труды
Автор 13 книг и многих статей.
- «American Imperialism» (1951), «Американский империализм» (М., 1951).
- The income «revolution» (N. Y., 1954)
- «Негры в сельском хозяйстве Юга США» (М., 1954)
- «The Empire of high finance» (New York, 1957), «Империя финансовых магнатов» (М., 1958).
- «Экономическое соревнование СССР и США» (М., 1960)
- Доллары и проблема разоружения (М., 1961) (совм. с К. Марзани)
- Милитаризм и промышленность (М., 1963)
- Неустойчивая экономика (бумы и спады в экономике США после 1945 г.) (The Unstable Economy: Booms and Recessions in the United States since 1945) (Пер. с англ. М., 1975) отрывок из книги (недоступная ссылка)
- Economics of Racism I (1973)
- Dynamic Stability: The Soviet Economy Today (1980, в соавт. с женой Эллен)
- «Superprofits and Crises: Modern US Capitalism» (Нью-Йорк: International Publishers, 1988)
- Economics of Racism II (International Publishers, 1996)
- People vs. Profits, Volume I: The Home Front (2003), сборник статей В. Перло о внутренних делах США.
- People vs. Profits, Volume II: The United States and the World (2006)